# Алиса с оне стране огледала
Алиса с оне стране огледала (енгл. Through the Looking-Glass, and What Alice Found There) је роман Луиса Керола објављен 1871. као наставак његове популарне приче Алиса у земљи чуда.
Тематика и локација ове приче чине је својеврсним пресликавањем првог дела. Док прва књига почиње у врту топлог 4. маја, овај наставак почиње у кући хладног 4. новембра (ноћ пре годишњице Барутне завере). Док први део користи бројне промене величине и базира се на лајтмотиву карата, други део се поиграва са самим простором и временом, а као лајтмотив користи се шах. Такође, у самом делу има "мотива огледала", као што је кретање времена уназад, или потреба за трчањем како би се стало у месту.
Овај наставак знатно је мрачнији и комплекснији од прве Алисе, (што је резултат Керолових приватних проблема), због чега ово дело никада није стекло углед свог претходника.

## Радња
Девојчица Алиса је прошла кроз огледало и нашла се у Свету иза Огледала, где је свет велика Шаховска табла. Из собе у којој се налазила, Алиса долази до врта, где се налази цвеће које говори, и ту се сусреће са Црвеном Краљицом, која успева да импресионира Алису својим изразито брзим ходом. Она нуди Алиси титулу краљице, уколико успе да стигне до осмог поља. Прихвативши изазов, Алиса креће на своје путовање по шаховским пољима, сусрећући разне ликове, као што су Залуд-Узалуд, Морж и Столар, Лав и Једнорог, Црвени Краљ и на крају среће Белог Скакача, који јој помаже да дође до осмог поља и узме круну. Али Бела и Црвена Краљица јој константно ремете планове. На крају је позивају на забаву у њену част, али се забава убрзо претвара у општи хаос. Сматрајући је кривом за то, Алиса узима Црвену Краљицу и почиње да је тресе, када се заправо и буди у својој кући и схвата да је све то био само сан. Керол завршава своју причу песмом "Шта је живот, него сан?" (енгл. Life, what is it but a dream?).

## Ликови
- Алиса
- Црвена Краљица
- Црвени Краљ
- Залуд-Узалуд (Humpty-Dumpty)
- Бели Скакач
- Лав и Једнорог
- Морж и Столар
- Птица Јубјуб